# Astarac

Brasão de Armas dos Condes de Astarac

Astarac corresponde ao antigo condado de Astarac é actualmente um território francês localizado na Gasconha, ao Sul do departamento de Gers e ao Norte de Hautes-Pyrénées.
Este condado foi jurisdição feudal que teve por centro Castillon, e mais tarde Miranda. 
A história deste condado começa em 926 com Garcia II da Gasconha “O Corvo” que reparte os seus dominios com os filhos, dando a Guilherme de Astarac o Condado de Fesenzac e o Condado de Armanyac e também um título de conde. Ao seu outro filho, Arnau Nonat de Astarac, deu os territórios de Astarac e também um título condal. 

## Lista dos condes de Astarac
- Arnau Nonat de Astarac (926 – 960).
- Garcia de Astarac (filho do anterior) (960 - c.1000).
- Arnau II de Astarac (filho do anterior) (c. 1000 – 1023).
- Guilherme I de Astarac (filho do anterior) (1023 – 1040).
- Sanç I de Astarac (filho do anterior) (1040 – 1083).
- Guilherme II de Astarac (filho do anterior) (1083 - ?).
- Bernat I de Astarac (Irmão do anterior) (? – 1142).
- Sanç II de Astarac (Asnar Sanç) (filho do anterior) (1142 - 1174) foi co-conde de Astarac.
- Boemond de Astarac (Irmão do anterior) (1142 - 1174) datas em que foi co-conde Astarac e de (1182 - 1183) sozinho.
- Bernat II de Astarac (filho de Sanç II de Astarac) (1174 - 1182).
- Marquesa de Astarac (filha de Boemond de Astarac) (1183 - ?) foi co-condessa de Astarac.
- Beatriu de Astarac (Irmã do anterior) (1183 - ?) foi co-condessa de Astarac.
- Centul I de Astarac (filho do anterior) (? – 1233).
- Centul II de Astarac (filho do anterior) (1233 – 1249).
- Bernat III de Astarac (Irmão do anterior) (1249 – 1291).
- Centul III de Astarac (filho do anterior) (1291 – 1300).
- Bernat IV de Astarac (filho do anterior) (1300 – 1324).
- Bernat V de Astarac (filho do anterior) (1324 – 1326).
- Amanieu de Astarac (Irmão do anterior) (1326 – 1331).
- Joan I de Astarac (filho do anterior) (1331 – 1368).
- Joan II de Astarac (filhodo anterior) (1368 – 1410).
- Joan III de Astarac (filho do anterior) (1410 – 1458).
- Joan IV de Astarac (filho do anterior) (1458 – 1511).
- Marta de Astarac (filha do anterior) (1511 – 1569).
- Gastão de Astarac (Marido de Marta) (1511 - 1536) (conde de Candale e de Benauges).
- Carles de Astarac (filho do anterior) (? - 1528) (conde de Candale e Benauges).
- Joan I de Astarac (Irmão do anterior) (1528 - 1528) (conde de Candale e Benauges).
- Frederico de Astarac (Irmão do anterior) (1528 - 1571) (conde de Candale e de Benauges).
- Joan II de Astarac (filho do anterior) (1571 -?) (conde de Candale e Benauges).
- Henrique de Astarac (Irmão do anterior) (1571 - 1572) (conde de Candale e de Benauges).
- Margarida de Astarac (filha do anterior) (1572 - 1593) (condessa de Candale ede Benauges).